# إحنا التلامذة (فلم)
إحنا التلامذة هو فيلم مصري عرض عام 1959، بطولة عمر الشريف وشكري سرحان ويوسف فخر الدين وتحية كاريوكا، ومن إخراج عاطف سالم.

## قصة الفيلم
تدور أحداث الفيلم حول ثلاثة تلاميذ، وهم عادل (عمر الشريف)، حسنين (شكري سرحان)، وسمير (يوسف فخر الدين)، لكل منهم مشكلة، فعادل يحب جارته سهام، لكن أباها يرفض أن يزوجه منها، ويطرده أبوه من المنزل، أما حسنين فإن عمه يأتي إليه من الصعيد ليذكره بأهمية القيام بالثأر ممن قتلوا أباه، وسمير يعاني من إهمال أبويه له، بعد أن انفصلا، وتزوج كل منهما بطرف أخر.

## طاقم التمثيل
- تحية كاريوكا: (جمالات)
- عمر الشريف: (عادل)
- شكري سرحان: (حسنين)
- يوسف فخر الدين: (سمير)
- آمال فريد: (سهام)
- زيزي البدراوي: (سعدية)
- تهاني راشد: (فاطمة)
- نجوى فؤاد: (جارة جمالات)
- محمود المليجي: (عم حسنين)
- عبد العزيز أحمد: (إبراهيم - والد عادل)
- فردوس محمد: (والدة عادل)
- فؤاد شفيق: (نظمي - والد سمير)
- ميمي شكيب: (والدة سمير)
- كمال حسين: (راشد حسني - المحامي)
- شفيق نور الدين: (مدبولي)
- صلاح سرحان: (بسطاوي)
- عبد الغني قمر: (ندا - صاحب محل العطور)
- أحمد شوقي: (ضابط شرطة)
- محسن حسنين: (مقامر في البار)
- جمالات زايد
- إسكندر منسي
- جورج يوردانيدس

## فريق العمل
- إخراج: عاطف سالم
- قصة: كامل يوسف، توفيق صالح
- سيناريو: نجيب محفوظ
- حوار: محمد أبو يوسف
- مدير التصوير: برونو سالفي
- مونتاج: حسنوف
- موسيقى تصويرية: أحمد فؤاد حسن
- إنتاج: أفلام حلمي رفلة
- توزيع: دولار فيلم